# Eunhyeon-myeon
Eunhyeon-myeon (koreanska: 은현면) är en socken i kommunen Yangju i provinsen Gyeonggi i den nordvästra delen av Sydkorea, 35 km norr om huvudstaden Seoul.